# Legis actio sacramento in rem
Die legis actio sacramento in rem war ein altziviler Spruchformelprozess, der in der frühen republikanischen Zeit entstanden ist. Der prätorische Prozesstyp gehört zu den ältesten bekannten Legisaktionen des römischen Rechts und basierte auf keinem Gesetz. Das lege agere verfolgte Vindikationen, die Herausgabe von Sachen (häufig aus Erbschaften) oder einer Gesamtheit von Personen. Wurde die persönliche Haftung des Beklagten verfolgt, wurde einschlägig mittels der legis actio sacramento in personam vorgegangen. 
Das Verfahren war als Prätendentenstreit konzipiert, denn Kläger und Beklagter machten beide gleichwertig ihre Ansprüche geltend. Da die Parteirollen gleich waren, trug jeder die Beweislast für seine Behauptungen. Im Wege von Rede und Gegenrede behaupteten sie ihren Besitzanspruch (meum esse) an der streitgegenständlichen Sache. Die Parteien hatten einen beträchtlichen religiösen Wetteinsatz (Geldsumme) zu stellen, das namengebende sacramentum. Dabei handelte es sich um eine Art Kaution, fällig zur Zahlung an den Staat bei Prozessverlust. Der Richter entschied im Prozess (apud iudicem), welchem sacramentum er zum Erfolg verhilft (cuius sacramentum iustum sit).
Eine wichtige Quelle ist der hochklassische Jurist Gaius, der sich in den Institutiones äußert.

## Vindicatio und contravindicatio
Zur legis actio sacramento in rem kam es, wenn der Beklagte der Eigentumsbehauptung (vindicatio) des Klägers seinen eigenen – entgegenlautenden – Gegenanspruch  (contravindicatio) geltend machte. In der einvernehmlich geführten legis actio sacramento war Beklagter der Besitzer, der die Sache für sich selbst beanspruchte, der Eigenbesitzer.
„Wenn wegen eines dinglichen Rechts geklagt wurde, wurden bewegliche und auch sich bewegende Sachen, die überhaupt vor Gericht gebracht oder geführt werden können, vor dem Gerichtsbeamten auf diese Weise vindiziert: Derjenige, der vindizierte, hielt einen Stab (festuca); dann ergriff er die Sache selbst, z. B. einen Sklaven und sprach folgendermaßen:

“Hunc ego hominem es iure quiritium meum esse aio secundum suam causam sicut dixi; ecce tibi, vindictam inposui”

„Ich sage, dass dieser Sklave nach dem Recht der Quiriten mein ist gemäß seiner Rechtslage. Wie ich gesprochen habe, siehe selbst, habe ich den Stab angelegt“

und gleichzeitig legte er den Stab an den Sklaven an. Der Gegner sprach und handelte in gleicher Weise.“

### Die Interpunktion der Spruchformel
Die scriptio continua des Veroneser Gaiuscodex gibt dem Missverständnis der Spruchformel allen Spielraum:
Hunc ego hominem es iure Quiritum meum esse aio secundum suam causam sicut dixi ecce tibi vindictam inposui.
Die Formel besteht aus zwei Hauptsätzen. Die Grammatik erlaubt, die Zäsur nach aio oder nach der Klausel Secundam suam causam oder auch erst nach sicut dixi zu legen. In der obigen Übersetzung wurde die Zäsur nach secundam suam causam gesetzt.
Die Zäsur wird nach Wolf bei aio gesetzt, indem er folgendermaßen argumentiert:
1. In iure cessio. Dieses Rechtsgeschäft ist dem Sakramentsprozess nachgebildet. Wenn darum der Erwerber, wie im Prozess der Kläger, den Sklaven, der ihm übereignet werden soll, mit der Hand anfassen und die Formel sprechen muss hunc ego hominem es iure Quiritum meum esse aio, dann ist anzunehmen, dass diese Formel die Eigentumsbehauptung des Vindikationsrituals ist, und umgekehrt secundum… nicht dazu gehört.
2. die mancipatio: Auch ihre Eigentumsbehauptung lautet: Hunc ego hominem ex iure Quiritum meum esse aio, und auch sie wird durch Handanlegung vollzogen. Durch die Übereinstimmung der Eigentumsbehauptungen im Prozess- und Manzipationsritual erweist sich dieses Formelstück als Bauelement ältester juristischer Formelkunde.
3. Die Sammlung des Marcus Valerius Probus verzeichnet unter den litterae singulares in legis actionibus S.S.C.S.D.E.T.V. (secundum suam causam sicut dixi ecce tibi vindicta). Die Siglen der Sammlung sind Abkürzungen von einzelnen Worten, Begriffen, stehenden Wendungen, zusammenhängenden Satzteilen und ganzen Sätzen. Jede abgekürzte mehrgliedrige Wortfolge ist eine Sinneinheit. Die Sigle S.S.C.S.D.E.T.V. lässt vermuten, dass der erste Satz der Spruchformel mit meum esse aio endete.
Die Spruchformel des Vindikationsrituals ist dann so zu lesen:
Hunc ego hominem es iure quiritum meum esse aio.
Secundum suam causam sicut dixi, ecce tibi vindicam inposui.

### Handanlegung und Stabanlegung
Die Prozesseinleitung zerfällt in zwei Abschnitte. Der eigentlichen Streitbegründung in Rede und Gegenrede, mit der Aufforderung zur Eidesleistung und den Eidesleistungen selbst, geht ein Vorspiel voraus. In diesem Vorspiel findet das vindicare mit der obigen Spruchformel statt; beide Prozessgegner vindizieren, zuerst der Kläger, dann der Beklagte. Der Rechtsstreit um das altrömische Eigentum wird durch ein Merkmal geprägt, das immer wieder Zweifel aufgeworfen hat: der Umstand, dass nicht nur der Kläger, sondern beide Parteien ein 'meum esse ex iure Quiritium' behaupten. Von dieser Besonderheit der beiden Vindikationen hängt das Verständnis des ganzen Rituals ab. Max Kaser hat eine Erklärung in der damals noch wenig entwickelten Vorstellung der Römer vom nur relativen, „geteilten“ Eigentum gefunden. Denkbar ist auch die Entstehungsgeschichte aus der Nachformung vorgegebener Verfahren deliktischen Ursprungs (so z. B. Josef G. Wolf).

#### Selbsthilfetheorie
Nach der Selbsthilfetheorie (Jhering; später Kaser) leite sich das Privatrecht aus einer dem Staat und der Rechtsordnung vorgelagerten Eigenmacht des Einzelnen ab. Jhering hat die vindicatio 1852 als „Scheinakte“ von Selbsthilfe und die ganze Szene als „Scheinkampf“ beschrieben. Die Prozessgegner, die auf der Gerichtsstätte den herbeigeschafften Sklaven, jeder unter der Behauptung, er gehöre ihm, mit der Hand und mit einem Stab oder Stock berühren, bemächtigten sich seiner gewaltsam. In den „einander widersprechenden Bemächtigungsakten“ stelle sich der Kampf der Prozessgegner um die Streitsache dar. Sie fassen den Gegenstand an, berühren ihn mit einem Stab (festuca, vindicta) und behaupten daran in ritueller Formel jeweils ihr Eigentum. Dieser Akt drücke rituellen Zugriff oder Bemächtigung aus, gegen die physische Gewalt nicht mehr zulässig ist. 'Vindictam' war ursprünglich vielleicht 'vim dictam' (Gewalt angesagt) und wurde erst nachträglich auf die festuca umgedeutet. Der zweite Formelteil bedeute dann: „demgemäß (d.h. entsprechend der vorangegangenen Vindikation) habe ich, wie ich es erklärt habe, vor deinen Augen (und gegen dich gerichtet) die rituelle Gewalt ausgeübt“. Die beiderseitigen Vindikationen folgen dem Sinnbild des gewaltsamen Streitaustrags im ungeregelten Zweikampf der rechtlosen Vorzeit. An diese Eigenmacht als Wurzel des Rechtsstreits erinnere noch der Name der Streiteinsetzung 'manum conserere' (Gell. 20,10, 7 ff.) der als „Handgemeinwerden“ seit Jhering übersetzt wird.

#### Beleidigungsprozess nach Wolf
Die Prozessgegner werden nicht „handgemein“; der Name der Streiteinsetzung 'manum conserere' sei falsch übersetzt wie auch in der Grundstücksvindikation; es fasse nicht der eine den anderen an, sondern der eine wie der andere den Sklaven. Und dieser Gestus bedeute auch nicht Zugriff; wie das Formelwort, das er begleitet, sei er Eigentumsbekundung. Auch den Stab oder Stock kehren die Parteien nicht gegeneinander; jeder von ihnen richtet ihn vielmehr gegen den Sklaven, von dem er vorweg behauptet, er gehöre ihm. Was hier als Vorspiel zur Streitbegründung dargestellt wird, sei weder Bemächtigung noch Kampf. Die Parteien treten nicht gegeneinander an, sondern handeln nebeneinander. Jeder legt dem Sklaven die festuca auf, und das bedeute, dass er ihn schlage oder verletze. Nur der Eigentümer aber darf den Sklaven schlagen. Einer von ihnen tut darum Unrecht: der Kläger, wenn die Eigentumsbehauptung des Beklagten richtig ist, der Beklagte, wenn die des Klägers zutrifft. Das Prozessthema ist danach Recht oder Unrecht der beiden vorgespielten Taten. Da nur der Eigentümer rechtens gehandelt haben kann, wird mit der Rechtmäßigkeit der Tat inzidenter das Eigentum des Täters festgestellt.

#### Verbandstheorie
Nach der von Okko Behrends vertretenen Sichtweise wird der Anteil hoheitlicher Organisation am Privatrecht hervorgehoben. Die römische Frühzeit liefere ein vereinfachtes Modell der Verfassungsunmittelbarkeit des Privatrechts, dass Freiheit und Eigentum nämlich die Rechte der Mitglieder der Rechtsordnung seien. Die durch das Präfix *veni zusammengehaltene lateinische Wortgruppe habe eine freiheitlich-friedliche Kernbedeutung und dies sei belegt durch eine Fülle von indogermanischen Verwandten. Die Grundform vindicere bezeichnet ausschließlich die Geltendmachung der Freiheit im Verband, nämlich z. B. in der Form, dass ein Mitbürger als vindex zugunsten eines Schuldners, der von seinem Gläubiger kraft manus iniectio verknechtet worden ist, vor dem Prätor steht. Man müsse nach alter Anschauung freies Mitglied des Verbandes sein, um in ihm Eigentum haben zu können: Eigentum ex iure Quiritium hat nur der Quirit. *Veni bezeichnet im römischen Fall nicht einfach die Zugehörigkeit zu einer Großfamilie, sondern einen komplexeren Sachverhalt, nämlich den, dass jemand als Vollmitglied in der (nach dem Bild einer Verwandtschaft gedachten) Gens anerkannt ist und daher in ihr alle Rechte haben kann, die von dieser Stellung abhängen. Ein Vindikationsmodell ergebe sich, wenn man bedenke, dass die Geltendmachung der Freiheit und sämtlicher Inhalte des Eigentums allesamt dem Klagtypus der Vindikation zugehören. Freiheit und Eigentumsrechte an Grund und Boden, Personen und Sachen bezeichnen zugleich die wichtigsten Rechte eines frühzeitlichen Familienoberhaupts. Die vindicta ist in dieser Ansicht, der Stab, der eine Stellung in der manumissio vindicta, der Freilassung durch Stab verleihe, und mit dem in den streitigen Vindikationen der Inhaber dieser Stellung, der pater familias, sein Recht an Personen und Sachen symbolisiere. Er sei daher das zentrale Sinnbild für das städtische Rom in seiner Frühzeit.

## Prätor
(Gaius) „Als jeder von beiden vindiziert hatte, sprach der Praetor:

Mittite ambo hominem,

(Lasst beide den Sklaven los).

## Sacramenta
Jene ließen ihn los. Wer zuerst vindiziert hatte, sprach folgendermaßen:

Postulo, anne dicas, qua es causa vidicaveris

(Ich fordere, sag', aus welcher [rechtlich bedeutsamen Eigentums-] Grund vindizierst Du?).

Jener antwortete:

Ius feci, sicut vindiciam inposui.

(Ich habe Recht gemacht, so wie ich den Stab angelegt habe).

Darauf sagte derjenige, der zuerst vindiziert hatte:

Quando tu iniuria vindicavisti, quingentis assibus sacramento te provoco.

(Da Du zu Unrecht vindiziert hast, rufe ich Dich zu einem Eid über 500 Pfund Kupfer auf).

Der Gegner sagte auch in gleicher Weise:

Et ego te

(Und Ich Dich).
Wenn aber die Sache unter 1000 Asse wert war, sprachen sie den Eid nur über 50 Asse. Dann folgten die (Schritte), mit denen in personam geklagt wurde [im verlorenen Text Gaius IV 15 dargestellt.]. Darauf wies der Prätor die Streitsache zunächst einem von beiden zu: das heißt, er setzte einen als Besitzer ein, und er befahl ihm, dem Gegner Bürgen zu stellen für die Streitsache und für den zwischenzeitlichen Besitz, das bedeutet für die Sache und die Früchte. Andere Bürgen aber nahm der Prätor selbst von jedem wegen des Eides (sacramentum) an, da die Eidessumme der Staatskasse verfiel.“

## Weiterentwicklung
Eine Übergangsstufe zwischen der legis actio sacramento in rem und der klassischen rei vindicatio bildet das 'agere per sponsionem'. Um die sacramenta des alten Prozesses zu vermeiden, lässt sich der Kläger vom Beklagten mittels stipulatio einen (symbolischen) Geldbetrag für den Fall versprechen, dass der Kläger Eigentümer ist. Die Legisaktionen werden durch die leges Iuliae (Gai. 4. 30) aufgehoben, nachdem es schon vorher von den Verfahren per sponsionem und per formulam petitoriam zurückgedrängt worden war.